# Мовний звук
Звук (мовний) — найменша неподільна одиниця мовлення, яка утворюється апаратом мовлення, має фізичну природу і виконує в мові певну функцію.
Наука про звуки мови називається фонетикою.
У цілому звуки мови поділяються на шуми і тони: тони в мові виникають в результаті коливання голосових складок; шуми утворюються в результаті неперіодичних коливань струменя повітря, який виходить з легенів . Тонами є зазвичай голосні; майже всі глухі приголосні відносяться до шумів. Дзвінкі приголосні утворюються шляхом злиття шумів і тонів. Шуми і тони досліджуються за їх висотою, тембром, силою і багатьом іншим характеристикам.
Найбільш відомою характеристикою мовного сигналу є основний тон. Ця характеристика являє собою звичайну частотну модуляцію сигналу, параметри якої легко вимірюються (встановлено, що частота основного тону різних людей (чоловіків, жінок, дітей) знаходиться в діапазоні 50-250 Гц.). Класифікується відносна зміна частоти, і траєкторія в часі при проголошенні слова чи фрази. Відносна зміна частоти може досягати 15%, що в європейських мовах передає емоційну складову мови (так, в російській мові різні траєкторії викликають відчуття до 28 типів емоцій; проте наголос - музичне), а в деяких східних - смислову (див., наприклад, три явища в китайській фонетиці).
В силу своєї специфіки звуки мови розглядаються з трьох точок зору:
- акустичної, оскільки звук є акустичним явищем;
- фізіологічної, оскільки звуки є продуктом діяльності центральної нервової системи і утворюються органами мови;
- лінгвістичної (соціальної), оскільки за допомогою мовних звуків здійснюється спілкування; звуки визначають відмінності сенсу слів у кожній окремій мові. Розглянуті в цьому аспекті, звуки отримують назву фонем, які в кожній мові утворюють свою систему. Лінгвістична точка зору є переважаючою: саме вона розглядає окремі звуки мови.